# Малин, Владимир Никифорович
Влади́мир Ники́форович Ма́лин (1906—1982) — советский партийный деятель. Член партии с 1926 года, член Центральной ревизионной комиссии КПСС (1956—1966). Депутат Верховного Совета СССР V-го созыва.

## Биография
Окончил Ленинградский коммунистический университет (1933). Затем на партработе.
В 1938—1939 годах первый секретарь Могилёвского обкома КП(б) Беларуси.
В 1939—1947 годах секретарь ЦК КП(б) Беларуси, одновременно в 1942—1944 гг. начальник Политуправления Центрального штаба партизанского движения и заместитель его начальника. С августа 1943 по 1947 год 3-й секретарь ЦК КП(б) Беларуси.

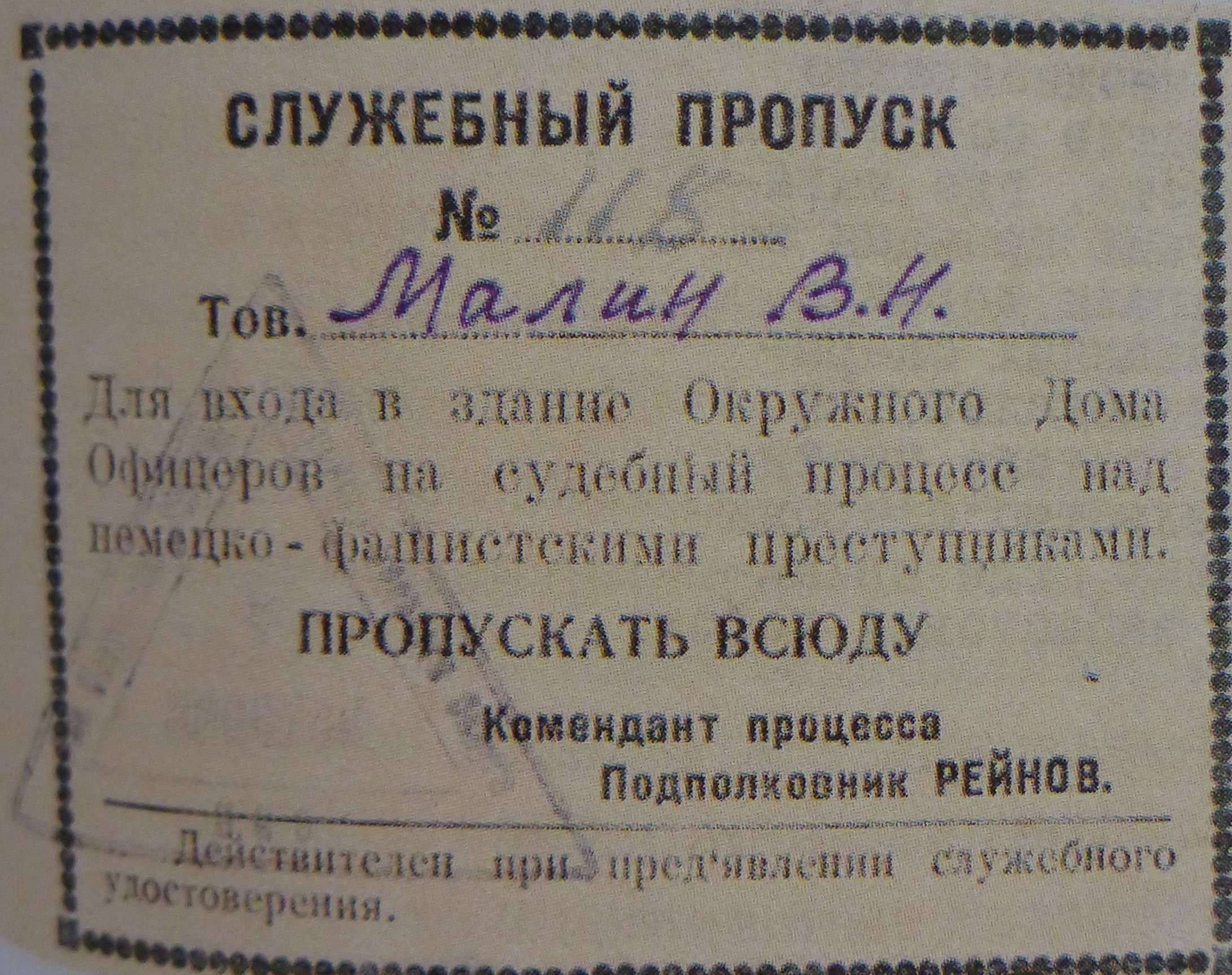
Служебный пропуск Малина на Минский судебный процесс 1946 года

В 1947—1949 годах слушатель курсов переподготовки при ЦК ВКП(б).
В 1949—1952 годах секретарь Ленинградского горкома ВКП(б).
В 1952—1954 годах инспектор ЦК КПСС. По некоторым данным, после ареста А. Н. Поскрёбышева исполнял его обязанности при Сталине.
В 1954—1965 годах заведующий общим отделом ЦК КПСС.
В 1965—1970 годах ректор Академии общественных наук при ЦК КПСС.
С 1970 г. на пенсии.
Его сын Б. В. Малин работал в НИИ-35.

## Отзывы
Литературовед, литературный критик, журналист, писатель и публицист Б. Г. Яковлев отмечал: 

В ту пору ректором вместо Ю. П. Францева, назначенного шеф-редактором журнала «Проблемы мира и социализма», издававшегося в Праге, был назначен Малин Владимир Никифорович. Уже совсем пожилой человек, он часто сиживал на скамейке в академическом дворе и сладко дремал. Мы знали, что наукой он не занимался никогда, только однажды, по должности, ведал общей редакцией «Справочника пропагандиста и агитатора». Как заведующий Общим отделом ЦК КПСС перед переходом к нам, в АОН.
Общий отдел во все времена считался в ЦК вторым по значению после Отдела организационно-партийной работы; но мы всей этой «кухни» не знали. И было совсем невдомёк, что пришедшему к власти Л. И. Брежневу нужен был на этом посту, через который шла вся информация из ЦК и в ЦК, свой человек, а именно Константин Устинович Черненко, его давний, с молдавских времен сподвижник. Поэтому Малина надо было переместить. Так он оказался ректором АОН. А человек этот был, оказывается, с весьма непростой биографией. До войны он — второй секретарь ЦК КП Белоруссии; во время войны — первый заместитель начальника Центрального штаба партизанского движения.
После войны вернулся в Белоруссию на прежнюю работу, но буквально за несколько месяцев до смерти И. В. Сталина стал его помощником, заменив попавшего в немилость А. Н. Поскрёбышева. После ухода вождя из жизни был утвержден заведующим Общим отделом ЦК КПСС.